# Gwendolyn Brooksová
Gwendolyn Brooksová (Brooks, 7. června 1917 Topeka – 3. prosince 2000 Chicago) byla americká spisovatelka. V roce 1950 získala jako první Afroameričanka Pulitzerovu cenu za svou sbírku Annie Allen z roku 1949 a v roce 1985 byla jmenována poëta laureatus Kongresové knihovny Spojených států amerických, a poëta laureatus Illinoisu byla od roku 1968.
Napsala přes dvacet básnických sbírek, román Maud Martha a řadu esejů, v kterých se věnovala zejména problémům černošské literatury, problémům chudých a rasismu. Její tvorba zahrnuje i knihy pro děti. Kromě spisovatelské práce pracovala také jako redaktorka a přednášela na univerzitách.
Zemřela na rakovinu.

## Dílo
- A Street in Bronzeville (1945)
- Annie Allen (1949)
- Maud Martha (1953) (Fiction)
- Bronzeville Boys and Girls (1956)
- The Bean Eaters (1960)
- Selected Poems (1963)
- We Real Cool (1966)
- The Wall (1967)
- In the Mecca (1968)
- Family Pictures (1970)
- Black Steel: Joe Frazier and Muhammad Ali (1971)
- The World of Gwendolyn Brooks (1971)
- Aloneness (1971)
- Report from Part One: An Autobiography (1972) (Próza)
- A Capsule Course in Black Poetry Writing (1975) (Próza)
- Aurora (1972)
- Beckonings (1975)
- Black Love (1981)
- To Disembark (1981)
- Primer for Blacks (1981) (Próza)
- Young Poet's Primer (1981) (Próza)
- Very Young Poets (1983) (Próza)
- The Near-Johannesburg Boy and Other Poems (1986)
- Blacks (1987)
- Winnie (1988)
- Children Coming Home (1991)